# Friedrich von Hohenau

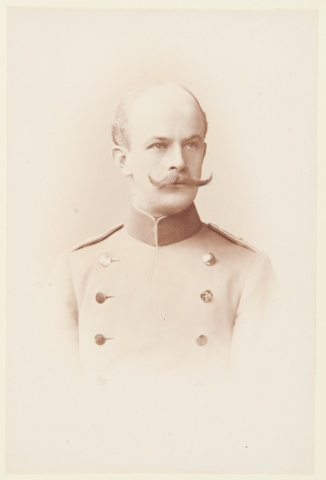
Friedrich Graf von Hohenau, etwa 1898

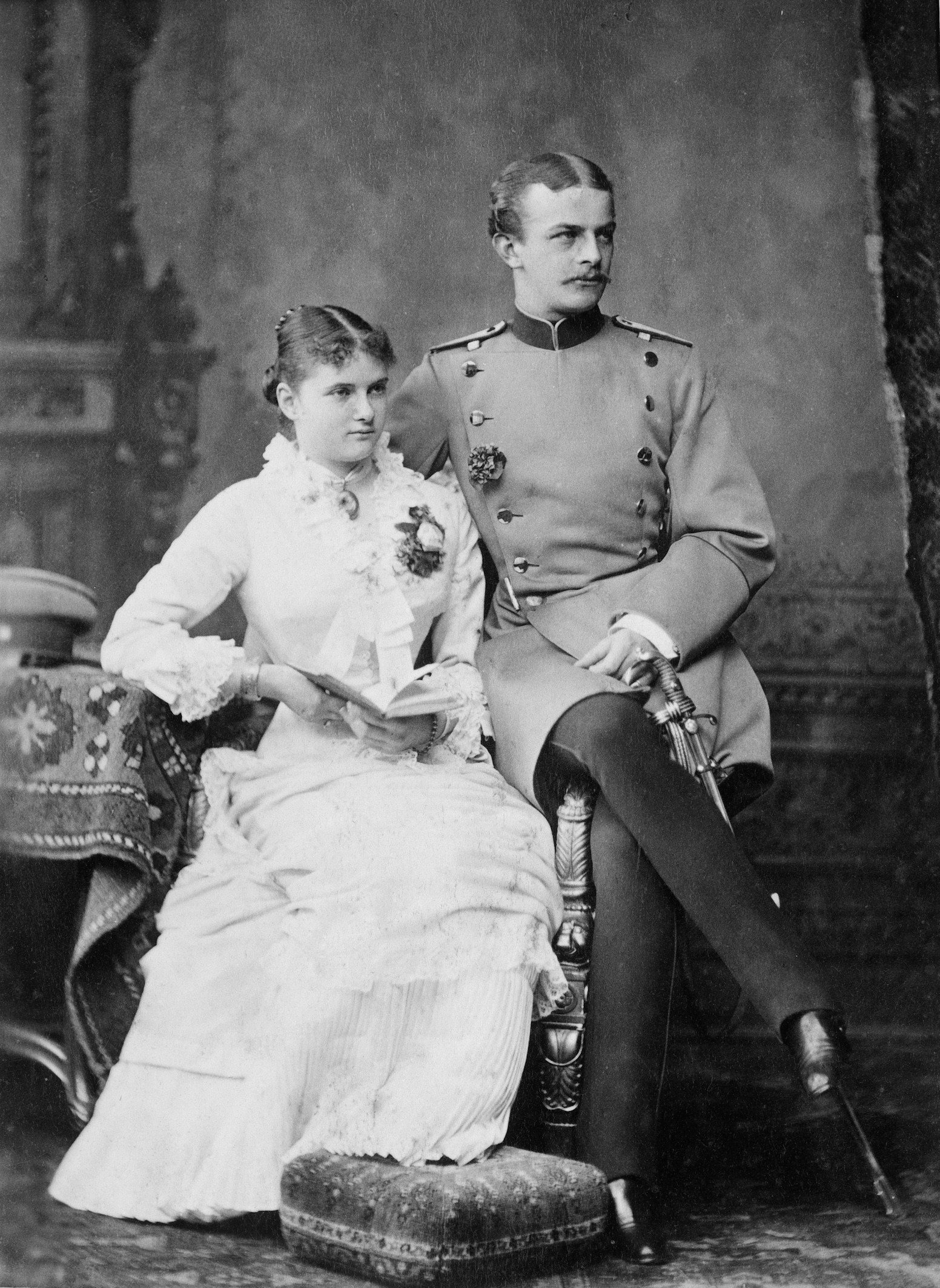
Graf Friedrich von Hohenau und seine Braut Charlotte von der Decken im Jahr 1880

Bernhard Wilhelm Albrecht Friedrich Graf von Hohenau (* 21. Mai 1857 im Schloss Albrechtsberg bei Dresden; † 15. April 1914 in Ochelhermsdorf bei Grünberg in Schlesien) war ein Verwandter des deutschen Kaiserhauses, preußischer Kavallerieoffizier und in mehrere Aufsehen erregende Skandale während der Regierungszeit Wilhelms II. verwickelt.

## Leben

### Eltern

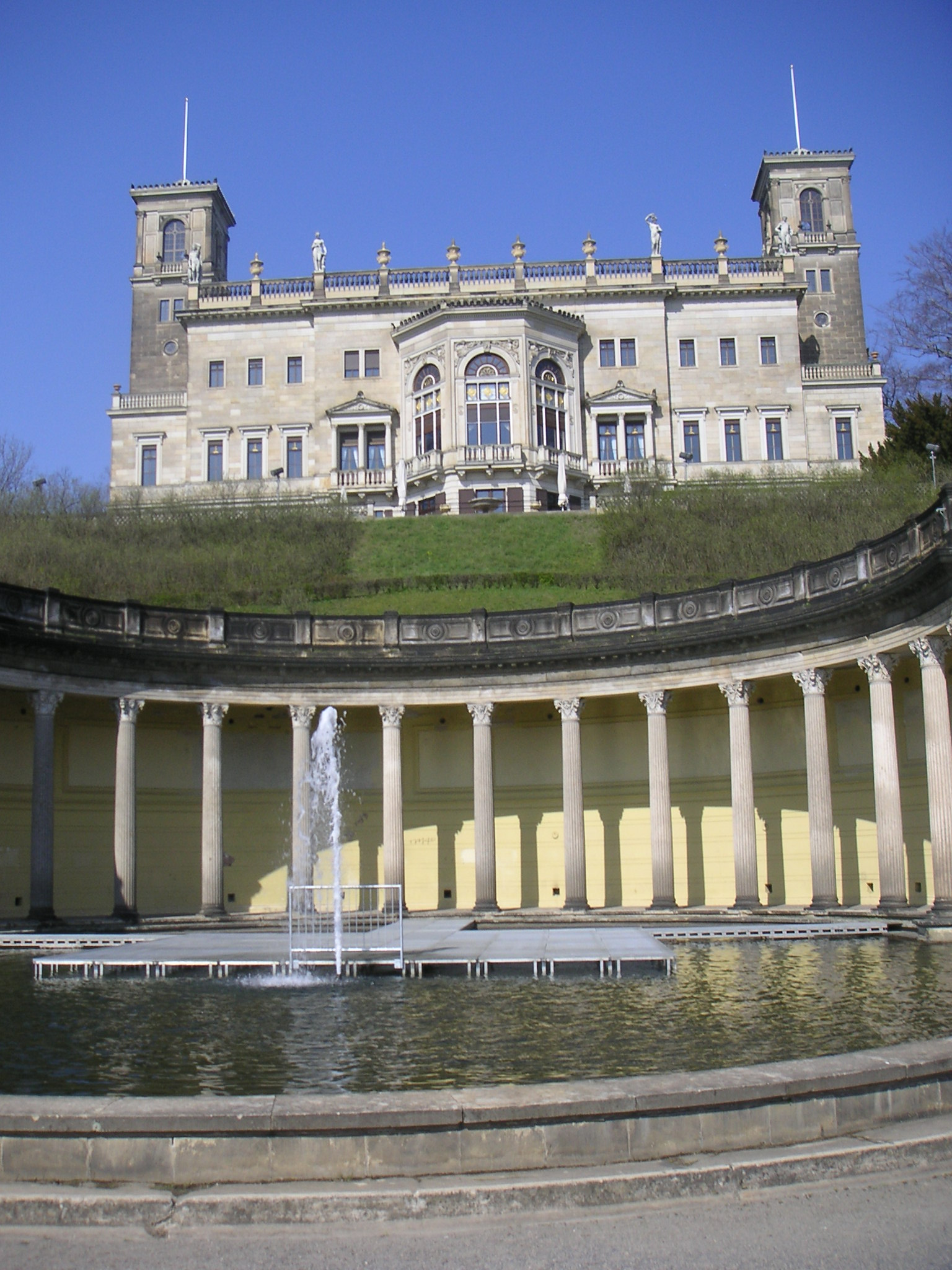
Schloss Albrechtsberg (Elbseite) mit Römischem Bad

Friedrich (auch Fritz genannt) Graf von Hohenau war ein Sohn des preußischen Generaloberst Albrecht Prinz von Preußen (1809–1872), des jüngsten Bruders von Kaiser Wilhelm I., König Friedrich Wilhelm IV. von Preußen und der Zarin Alexandra Fjodorowna von Russland, aus dessen zweiter morganatischer Ehe mit Rosalie Gräfin von Hohenau, geborene von Rauch (1820–1879), der Tochter des preußischen Kriegsministers Gustav von Rauch und dessen zweiter Ehefrau Rosalie, geborene von Holtzendorff. Aufgrund der nicht standesgemäßen Herkunft seiner Mutter zählte Friedrich nicht zu den Mitgliedern des Hauses Hohenzollern und hatte den Familiennamen seiner Mutter zu tragen.

### Werdegang
Wie sein Vater Prinz Albrecht und sein älterer Bruder Wilhelm Graf von Hohenau wurde Friedrich Berufsoffizier in der preußischen Gardekavallerie. Als (Sekonde-)Leutnant trat er 1876 in das preußische 1. Garde-Dragoner-Regiment in Berlin ein. Bis zu seinem Ausscheiden aus der Armee diente er bei diesem Regiment. 1884 wurde er dort Regimentsadjutant, 1890 unter Beförderung zum Rittmeister Eskadronchef und 1897 im Rang eines Majors à la suite des Regiments gestellt.
Während seiner Berliner Dienstzeit in den Jahren 1893 bis 1896 leitete er als Master die kaiserliche Meute bei den Hofjagden Wilhelms II. im Berliner Grunewald.
Friedrich Graf von Hohenau wechselte 1897 in den diplomatischen Dienst und wurde als Legationssekretär der preußischen Gesandtschaft im Königreich Sachsen in Dresden zugeteilt.

### Kotze-Affäre
Friedrich war in die beiden größten Skandale des Deutschen Kaiserreichs unter Wilhelm II. verwickelt. Er gehörte zur „Liebenberger Tafelrunde“ und spielte neben seiner Ehefrau Charlotte in der so genannten „Kotze-Affäre“ eine Rolle.
Gemeinsam mit Friedrich Botho Graf zu Eulenburg (ein Bruder von Fürst Philipp zu Eulenburg und Hertefeld) musste er 1901 den preußischen Staats- bzw. Armeedienst wegen seiner homosexuellen Neigungen verlassen.

### Schloss Albrechtsberg
Friedrich Graf von Hohenau war nach dem Tod seiner Mutter, gemeinsam mit seinem älteren Bruder Wilhelm, Erbe des Schlosses Albrechtsberg bei Dresden, welches er bis zu seinem Tod 1914 bewohnte.
In Niederschlesien gehörte Hohenau Gut Ochelhermsdorf (heute Ochla) bei Grünberg (heute Teil von Zielona Góra).

## Familie und Nachkommen
Friedrich Graf von Hohenau heiratete am 21. Juni 1881 in Berbisdorf Charlotte von der Decken (1863–1933), eine Tochter des mecklenburgisch-schlesischen Gutsbesitzers Julius von der Decken und dessen Ehefrau Hedwig, geborene von Kleist (aus dem gräflichen Haus Zützen).
Das Ehepaar Hohenau hatte vier Söhne:
- Albrecht (1882–1966), Oberst a. D.

⚭ 1. 1911 Elisabeth Gräfin Buturlina (1890–1919), Tochter von Alexander Dimitrievich Buturlin und dessen Ehefrau Elisabeth, geborene von Scheik
⚭ 2. 1920 Christa Edle Manussi von Montesole (1894–1971), Tochter des Polizeipräsidenten Alfred Edler Manussi von Montesole und dessen Ehefrau Ida, geborene Lendecke
- Wilhelm (Willi) (1884–1957), zählte zu den erfolgreichsten deutschen Spring- und Rennreitern; bei den Olympischen Spielen in Stockholm 1912 gewann er die Bronzemedaille im Mannschafts-Springreiten, Major d.R.

⚭ 1. 1916 (gesch. 1931) Anna Gräfin Henckel von Donnersmarck (1894–1946), Springreiterin, Tochter des schlesischen Magnaten Hugo Graf von Henckel von Donnersmarck und dessen Ehefrau Anna, geborene Gräfin von Fabrice
⚭ 2. 1932 Ellen Retemeyer-Ketschendorf (1899–1989), Polospielerin, Tochter von Max Retemeyer-Ketschendorf, Besitzer des gleichnamigen Gutes (heute Fürstenwalde/Spree) und dessen Ehefrau Agnes, geborene Weiss – in erster Ehe mit dem Bildhauer Kurt Edzard verheiratet
- Friedrich Karl Graf von Hohenau (1895–1929), preußischer Leutnant a. D., Deutscher Meister im Fünferbob 1921[10], Springreiter, an den Folgen eines schweren Reitunfalls verstorben[11]

⚭ 1923 Edith Schroeder (1890–1976), Tochter des Gutsbesitzers Friedrich Schroeder auf Rützow bei Kolberg und dessen Ehefrau Lilian Maud, geborene Murray
- Friedrich Franz (1896–1918), gefallen als preußischer Leutnant der Jagdstaffel 11 unter Rittmeister Manfred Freiherr von Richthofen[13]

## Archivalien
- Nachlass Charlotte Gräfin von Hohenau (Schloss Albrechtsberg, Dresden)